# Abenteuer mit Fix und Fax – Das fliegende Geschenk
Abenteuer mit Fix und Fax – Das fliegende Geschenk ist ein deutscher Kurz-Animationsfilm aus dem Jahr 1999.

## Handlung
Die Mäusezwillinge Fix und Fax bekommen von ihrem Vetter Fex ein Flugzeug geschenkt. Der erste gemeinsame Flug geht buchstäblich ins Wasser. Doch auch im See funktioniert der Düsenantrieb. Wieder in der Luft, geht ihnen der Treibstoff aus und die Mäuse können gerade noch einen Absturz verhindern. Als Fex durch Unachtsamkeit die Tankstelle in Brand setzt, lernen Fix und Fax, dass ein solches Feuer nicht mit Wasser zu löschen ist.

## Vorlage
Die Abenteuer von Fix und Fax in der Pionierzeitschrift Atze waren unter den Bildgeschichten die langlebigste DDR-Serie überhaupt. Die zwischen 1958 und 1987 von Jürgen Kieser gezeichneten Geschichten kreisen um Themen wie Freundschaft, Abenteuerlust, Hilfsbereitschaft und Mut und liefern gewissermaßen im Vorübergehen positive Verhaltensmuster. Statt der für Comics üblichen Sprechblasen dichtete Kieser Balkentexte in Versform.

## Stil
Die Mäuse eigneten sich dank ihrer einfachen geometrischen Grundformen und der geschlossenen Farbigkeit zum Nachzeichnen durch Kinder und für die Trickfilmanimation. Stilisierte Hintergründe und auf das Wesentliche reduzierte Gegenstände erzeugen hohen Wiedererkennungswert. Das im Film thematisierte Flugzeug wirkt zeitlos.
Die Versform der Bildgeschichten wird als Off-Kommentar aufgegriffen, sodass in der Animation auf lippensynchrone Mundbewegungen verzichtet werden konnte.
Bis auf einen Point-of-View-Shot aus dem Cockpit des Flugzeugs heraus kommt der Film ohne filmische Finessen aus und versucht der Auffassungsgabe eines jungen Publikums gerecht zu werden.

## Produktion
Seit der Abwicklung des DEFA-Trickfilmstudios mit seinen 250 Mitarbeitern in Dresden Anfang der 1990er Jahre gab es immer wieder Versuche, den Standort neu zu beleben. Die Gründer der Balance Film GmbH Ralf Kukula und Thomas Claus, sowie Teile des Stabes, stammen aus dieser Tradition. Das fliegende Geschenk wurde als Pilotfilm einer geplanten 13-teiligen Trickfilmserie hergestellt. Erstmals in den neuen Bundesländern kam dabei das professionelle Zeichentrickfilm-Computer-System „Animo“ zum Einsatz, mit dem Arbeitsabläufe teil-automatisiert werden konnten. Das Endprodukt wurde auf 35-mm-Film ausbelichtet.
Gefördert wurde der Film von der Sächsischen Landesmedienanstalt für privaten Rundfunk und neue Medien mit 145 000 DM und der Filmförderungsanstalt mit 22 000 DM.

## Auswertung
Das fliegende Geschenk wurde am 20. März 1999 im Dresdner Filmtheater Schauburg uraufgeführt und in der Folge wiederholt im Kinderprogramm des MDR Fernsehens gezeigt.
Die Filmbewertungsstelle Wiesbaden verlieh dem Film das Prädikat wertvoll.